# Perisceptis
Perisceptis é um gênero de mariposa pertencente à família Acrolophidae.